# Opération Himmler
Pour les articles homonymes, voir Himmler.

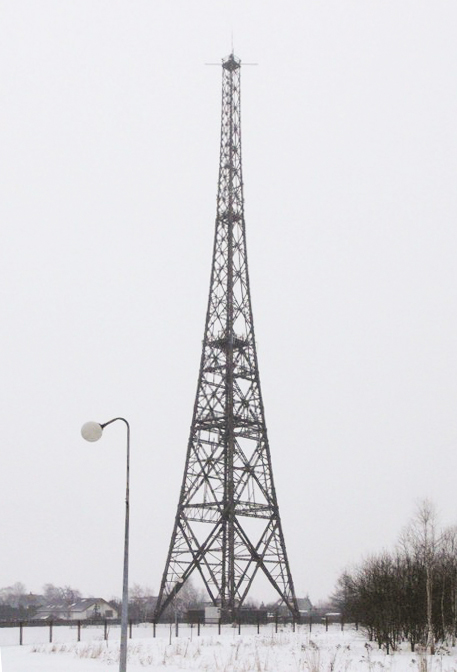
Tour hertzienne de Gliwice : de nos jours, il s'agit de la plus haute structure en bois en Europe.

L’opération Himmler ou incident de Gleiwitz est une opération commando montée de toutes pièces par les nazis consistant à simuler, le 31 août 1939, une attaque polonaise contre un émetteur radio situé à Gleiwitz alors en territoire allemand (aujourd'hui Gliwice) et qui servit de prétexte pour déclencher l'invasion de la Pologne le 1er septembre 1939, entraînant l'Europe vers la Seconde Guerre mondiale. Elle est généralement présentée comme une opération sous « fausse bannière ».

## Motivations d'Hitler
Après l'annexion de la Tchécoslovaquie, grisé par les derniers succès de sa politique d'agression, Hitler déclara, le 23 mai 1939 : « Il n'est pas question d'épargner la Pologne. ».
Il souhaitait annexer la ville libre de Dantzig, anciennement allemande mais séparée de l'Allemagne lors du traité de Versailles pour garantir à la Pologne un accès à la Baltique.
Officiellement, le Reich réclamait à la Pologne la construction d'une ligne moderne de chemin de fer et d'une autoroute à travers le corridor de Dantzig pour relier la Prusse-Orientale au reste du pays. La Pologne, si elle se montrait prête à des concessions sur l'usage du port de Dantzig par l'Allemagne, était catégoriquement opposée à toute extraterritorialité à travers le corridor. La Pologne était décidée à défendre ses positions par les armes s'il le fallait, assurée qu'elle était du soutien du Royaume-Uni et de la France.

## Situation polonaise
Face à cette agression imminente, la Pologne n’était pas en bonne posture. En effet, de 1926 à 1935, le pays se trouvait sous l'autorité du maréchal Pilsudski qui, se sentant suffisamment protégé par l'Allemagne, avait, juste avant sa mort, signé un pacte de non-agression avec celle-ci.
Les militaires lui ayant succédé refusèrent alors tout accord avec un pays démocratique et participèrent au démantèlement de la Tchécoslovaquie en s'appropriant le district de Teschen en 1938.
En outre, le ministre des Affaires étrangères, Józef Beck, éprouvait une certaine sympathie pour le nazisme,.

## Mise en route de l'opération
Himmler, homme de confiance d'Hitler, fut convoqué le 23 juin 1939 à la réunion du conseil de défense du Reich pour arrêter les modalités de l'opération. Il conçut lui-même le plan de l'opération qu'il nomma « opération Himmler ».
L'opération consistait à organiser une fausse agression polonaise contre l'Allemagne, fournissant à Hitler un prétexte pour riposter en envahissant la Pologne. Il était prévu que le commando de pseudo-activistes en uniformes polonais prît en otage les techniciens de la station radio et diffusât sur les ondes nationales allemandes (la station de Gliwice était à grande puissance et longue portée) un appel aux populations de Silésie à se soulever contre l'Allemagne, sous la forme d'un message de provocation insultant pour le régime nazi.
Himmler confia la réalisation du plan à Heydrich. Heydrich appela l'un de ses principaux subordonnés, Alfred Naujocks, rencontré à Kiel après son entrée dans les SS. Naujocks, à son tour, choisit six hommes du SD. Himmler exigea de l'Abwehr qu'elle lui fournît de véritables papiers et uniformes militaires polonais. Wilhelm Canaris, chef de l'Abwehr, tenta d’empêcher l'opération[pourquoi ?], mais Wilhelm Keitel, chef de l'OKW, dont dépendaient les services de Canaris, se rangea au côté d'Himmler.
D'après le témoignage de son épouse, Oskar Schindler, qui avait à l'époque des responsabilités dans l'Abwehr pour le secteur voisin d'Ostrava, en territoire anciennement tchécoslovaque, aurait rassemblé les armes et les uniformes polonais pour l'opération,.
Heinrich Müller, chef de la Gestapo, fournit les derniers éléments du plan : douze prisonniers, extraits de camps de concentration, furent déguisés en Polonais. On leur avait promis qu'en échange de cet acte patriotique, ils seraient libérés, mais ils étaient destinés à être laissés morts sur les lieux de la fausse attaque pour confirmer l'origine des prétendus agresseurs. Heydrich leur donna le nom de code « conserves ».

## Attaque de l’émetteur radio
Le jour même de l'envoi de l'ultimatum allemand à la Pologne, l'opération fut lancée. Les six membres du SD et les douze prisonniers déguisés en Polonais arrivèrent à Gliwice et diffusèrent un message en polonais appelant la minorité polonaise de Silésie à prendre les armes pour renverser le chancelier allemand Adolf Hitler.
L'opération débute le 31 août à 20 heures. Le commando reçoit un ordre codé : « Großmutter ist gestorben » (« Grand-mère est morte »), Alfred Naujocks et les SS déguisés en soldats polonais attaquent la station radio de Gleiwtiz, nom de la ville alors allemande, connue pour sa tour émettrice. Après avoir ligoté les techniciens et tiré en l'air, ils émettent un court message qui n'est diffusé qu'en partie du fait de probables erreurs de manipulation : « Attention ! Ici Gliwice. Le poste de radio est en mains polonaises. » Les Allemands se retirent ensuite en laissant derrière eux les cadavres de douze détenus vêtus en Polonais, préalablement tués par injection de poison, et de Franciszek Honiok, un Silésien connu pour ses activités anti-allemandes, et dont le corps est truffé de balles, fournissant ainsi la preuve de l'attaque polonaise,.
Ce prétexte, présenté par la propagande nazie comme un casus belli, permet à Hitler de déclencher le jour suivant la « campagne de Pologne » en envahissant le pays, ce qui provoqua la déclaration de guerre du Royaume-Uni (à 11 heures) puis de la France (à 17 heures) et l'entrée de l'Europe dans une nouvelle guerre mondiale.